# Seznam jamajških atletov
Seznam jamajških atletov.

## A
- Nathon Allen
- Nickel Ashmeade

## B
- Kemar Bailey-Cole
- Yohan Blake
- Usain Bolt
- Sheri-Ann Brooks

## F
- Shelly-Ann Fraser-Pryce
- Michael Frater

## C
- Veronica Campbell-Brown
- Nesta Carter

## G
- Demish Gaye

## H
- Greg Haugton
- Samantha Henry-Robinson

## M
- Herb McKenley
- Una Morris

## O
- Merlene Ottey

## P
- Hansle Parchment
- Asafa Powell

## R
- George Rhoden

## S
- Ronetta Smith
- Trecia-Kaye Smith
- Kaliese Spencer
- Kerron Stewart
- Roje Stona

## T
- Dwight Thomas

## W
- Melanie Walker
- Warren Weir
- Arthur Wint
- Rosemarie Whyte
- Novlene Williams-Mills
- Shericka Williams
- Shermaine Williams